# Kazansko federalno sveučilište
Kazansko federalno sveučilište (rus. Казанский (Приволжский) федеральный университет, tat. Казан (Идел буе) федераль университеты) je najveće i najstarije sveučilište u Rusiji, osnovano 1804. Spada u skupinu federalnih sveučilišta (rus. Федеральный университет). Prema podatcima iz 2012. godine, imalo je 2500 zaposlenih koji su podučavali oko 35.000 studenata i 1000 postdiplomanata. 
Prvi rektor bio je Nikolaj Lobačevski (1793. – 1856.), ruski matematičar.

## Poznati alumni
- Gabdeljhaj Ahatov (1927. – 1986.), znanstvenik i jezikoslovac.

## Vanjske poveznice
- Kazansko sveučilište: službena stranica  Arhivirana inačica izvorne stranice od 4. svibnja 2012. (Wayback Machine)